# Wywołanie systemowe
Wywołanie systemowe (ang. system call) – stanowi interfejs między wykonywanym programem a (posiadającym zwykle wyższe uprawnienia) jądrem systemu operacyjnego. Funkcje systemowe wywoływane są przez specjalny mechanizm, wspierany przez dany procesor, na przykład z użyciem wyznaczonego przerwania lub instrukcji skoku dalekiego. 
Mechanizm ten pozwala na realizację zależnych od platformy sprzętowej zadań, do których proces użytkownika może nie mieć bezpośredniego dostępu. W nowoczesnych systemach operacyjnych realizacja takiego wywołania poprzedzona jest przez weryfikację uprawnień programu. Przykładami wywołań systemowych mogą być:
- dostęp do systemu plików,
- komunikacja międzyprocesowa,
- uruchamianie innych programów,
- sterowanie urządzeniami systemowymi,
- obsługiwanie komunikacji sieciowej.

Lista wywołań systemowych ściśle zależy od typu oraz wersji systemu operacyjnego i dlatego w większości zastosowań bezpośrednie odwoływanie się do nich nie jest wskazane. Zamiast tego w wywołaniach pośredniczą standardowe biblioteki programistyczne.